# جون هاولي غلوفر
جون هاولي غلوفر (بالإنجليزية: John Hawley Glover)‏ هو سياسي نيجيري، ولد في 24 فبراير 1829، وتوفي في 30 سبتمبر 1885 في لندن في المملكة المتحدة.